# Denbie House
Denbie House ist eine Villa nahe der schottischen Ortschaft Dalton in der Council Area Dumfries and Galloway. 1971 wurde das Bauwerk in die schottischen Denkmallisten in der höchsten Denkmalkategorie A aufgenommen. Des Weiteren ist der zugehörige Taubenturm separat als Kategorie-A-Bauwerk klassifiziert.

## Beschreibung
Eine Inschrift weist 1706 als Baujahr der klassizistischen Villa aus. Im späten 18. Jahrhundert wurde Denbie House substantiell erweitert. Ein weiterer Flügel wurde Mitte des 19. Jahrhunderts hinzugefügt. Das zweistöckige Bauwerk liegt isoliert jeweils rund einen Kilometer südwestlich beziehungsweise nordöstlich von Dalton und Carrutherstown.
Das ornamentierte Hauptportal befindet sich an der südostexponierten Frontseite. Dorische Säulen tragen einen abschließenden, steilen Dreiecksgiebel mit dem Hochzeitsstein der Erbauer im Tympanon. Entlang der Fassaden sind zwölfteilige Sprossenfenster mit rustizierten Faschen eingesetzt. Ein Gurtgesims gliedert die Fassaden horizontal. Das Gebäude schließt mit einem steilen schiefergedeckten Walmdach.

## Taubenturm
Der Taubenturm befindet sich rund 200 m nordwestlich von Denbie House. Das Mauerwerk des im Jahre 1775 erbauten oktogonalen Turms besteht aus Bruchstein mit Natursteindetails. Seine Fassaden sind weitgehend gekalkt. Oberhalb der länglichen Eingangstüre sind zwei Reihen mit Einfluglöchern eingelassen. Das Konstrukt schließt mit einem rundbögigen Kämpferfenster mit Schlussstein ab. Das abschließende polygonale Zeltdach ist mit Schiefer eingedeckt. Mittig sitzt eine mit Wetterfahne schließende Laterne mit weiteren Einfluglöchern auf. Im Inneren sind Nistkästen in Ebenen angeordnet.